# Baba Mardoukh Rohanee
Baba Mardoukh Rohanee —kurd: بابا مەردووخی ڕۆحانی, Baba Merdûxê Rûhanî— (1923, Kashtar, Kamyaran - 17 de gener de 1989) fou un erudit musulmà kurd, nascut a la capital de província de Kurdistan, a l'oest de l'Iran.
Va començar els seus estudis amb el seu pare, el xeic Habeeb Ollah Modarrisi. En acabar els estudis es va traslladar a Sanandaj per continuar estudiant amb els millors professors de ciències islàmiques. Després d'acabar els estudis en ciències islàmiques al Kurdistan, es va traslladar a Teheran, la capital de l'Iran. Allà va anar a la Universitat de Teheran. Després d'acabar els seus estudis a Teheran es va traslladar de nou a Sanandaj, i allà va començar a ensenyar a les escoles d'alta i l'escriptura. Va morir el 17 de gener de 1989 de càncer i va ser sepultat en Sanandaj.
Va escriure sobre tafsir, lògica, matemàtiques i destaca la seva obra mestra, anomenada Història dels kurds notables (persa: تاریخ مشاهیر کرد), escrita en persa.